# Julen Amezqueta
Julen Amezqueta Moreno (Estella, Navarra, 12 de agosto de 1993) es un ciclista español.

## Trayectoria
Destacó como ciclista amateur consiguiendo la victoria en la Clásica Ciudad de Torredonjimeno en 2014 o en la Vuelta a Portugal del Futuro. Para la temporada 2016 firmó un contrato con el equipo  Wilier Triestina-Southeast. En su primera campaña como profesional disputó el Giro de Italia, donde formó parte de la fuga en la tercera etapa siendo virtual líder de la carrera.

## Palmarés
2015 (como amateur)
- Vuelta a Portugal del Futuro, más 1 etapa

## Resultados en Grandes Vueltas
| Carrera | Carrera         | 2016  | 2017 | 2018 | 2019 | 2020 | 2021 | 2022 | 2023 | 2024 |
| ------- | --------------- | ----- | ---- | ---- | ---- | ---- | ---- | ---- | ---- | ---- |
|         | Giro de Italia  | 112.º | 99.º | —    | —    | —    | —    | —    | —    | —    |
|         | Tour de Francia | —     | —    | —    | —    | —    | —    | —    | —    | —    |
|         | Vuelta a España | —     | —    | —    | —    | 50.º | 43.º | —    | —    | —    |

—: no participa

Ab.: abandono

## Equipos
- Wilier Triestina-Southeast (2016-2017)
- Caja Rural-Seguros RGA (2018-2023)
- Illes Balears Arabay Cycling (2024)